# Никола Северов
Никола Христов Сѐверов е български революционер, деец на Вътрешната македонска революционна организация.

## Биография
Северов е роден в щипската махала Ново село в 1879 година. Установява се в Горна Джумая. Завършва V клас и става фабрикант. При избухването на Балканската война в 1912 година е доброволец в Македоно-одринското опълчение и служи в четата на Стефан Чавдаров.
След войните влиза във възстановената ВМРО и става член на околийското ръководно легално тяло на Горноджумайска (с псевдоним Ксантийска) околия заедно с Аргир Манасиев, като председател, Васил Мечкуевски, като районен околийски войвода, Гоце Междуречки, Георги Хаджиевтимов и Георги Пенков. По време на Септемврийското въстание през есента на 1923 година четата на Северов участва в разгрома на Горноджумайския въстанически отряд. По-късно е член на Окръжната постоянна комисия в Петрич.
Атанас Джолев пише за Северов: 
| „ | скромен и мълчалив човек, рядко дискутираше, но в него се криеше идеализъм. | “ |

В своите спомени водачът на ВМРО Иван Михайлов го описва, така: 
| „ | Чистъ патриотъ. Рѣдко е влизалъ въ рѫководнитѣ тѣла, но всячески е работел въ рамкитѣ на Спомагателната организация. | “ |